# Âne bourbonnais
L'âne bourbonnais est une race d'ânes originaire de la région Auvergne, né dans le département français de l'Allier, anciennement province du Bourbonnais. C'est un âne de taille moyenne qui présente une robe baie ou chocolat avec une bande cruciale, dite « croix de Saint-André ». Cette race, utilisée autrefois pour les travaux agricoles et le transport de loisirs à Vichy, a de nos jours trouvé une place dans l'agriculture, les loisirs, le tourisme et la médiation animale. La race a été reconnue par le ministère français de l'Agriculture en octobre 2002. L'Association Française de l'âne bourbonnais est l'association de la race gérant le livre généalogique et assurant sa promotion.

## Histoire
Avant la mécanisation de l'agriculture, l'âne est compagnon de travail dans la vie agricole. Compagnon du métayer au XIXe siècle, l'âne bourbonnais est utilisé pour les travaux agricoles et pour les déplacements. Mais il sert aussi d'autres professions qui l'utilisent pour le transport des marchandises.
Un domaine où il fut précurseur et déjà bien présent : le tourisme . En effet, Vichy grande station thermale du début du XXe siècle, proposait à ses curistes la visite de la ville et ses parcs en voiture menée par notre âne.
Polyvalent, l'Ane Bourbonnais reste aujourd'hui un acteur constant de la vie quotidienne : compagnon de travail, de thérapie ou de loisirs.

## Description

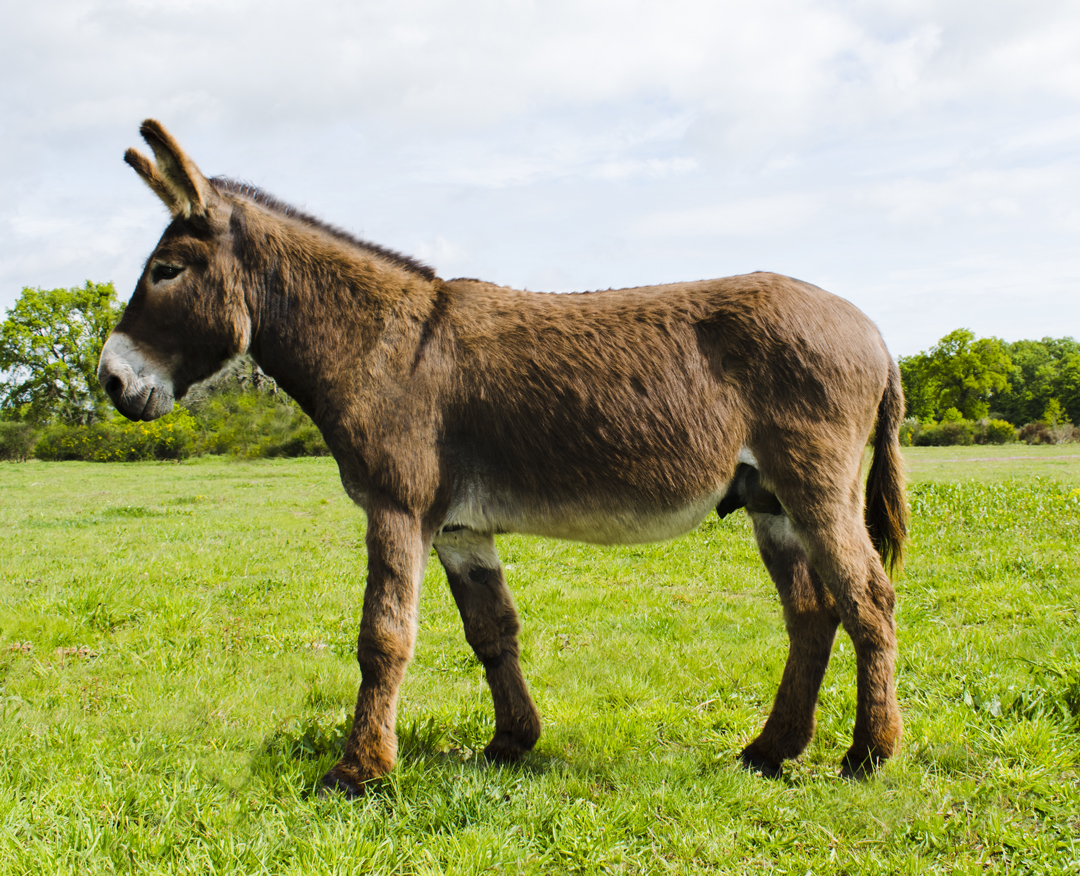
âne bourbonnais.

C’est un âne qui mesure entre 1,20 m à 1,35 m au garrot et 1,25 m à 1,35 m pour les baudets .
Sa tête se présente avec un chanfrein rectiligne, les arcades saillantes, le contour des yeux clair et les paupières soulignées.
Le front est droit et le bout du nez est gris clair. Le liseré roux est apprécié.
Ses oreilles sont longues et droites attachées haut.
Le dos est rectiligne et musculeux.
La croupe est ronde et bien remplie.
Les membres sont solides et osseux et les articulations sont bien marquées. L’avant-bras est fourni et le canon est court, avec ou sans zébrure.
Le sabot est large et le talon est marqué.
Le ventre est gris à gris clair.
Son encolure est forte, implantée à mi-corps et bien dirigée.
Sa robe est brune à bai brun, la nuance chocolat est appréciée. Il possède une bande cruciale sur le dos dite « croix de Saint-André ».

## Utilisations
Son utilisation actuelle en fait un âne de compagnie, de randonnée, d'attelage ou de travail (maraîchage, asinothérapie, viticulture...).  
Il est également utilisé en production de lait d'ânesse pour la fabrication de cosmétiques.

## Diffusion de l'élevage

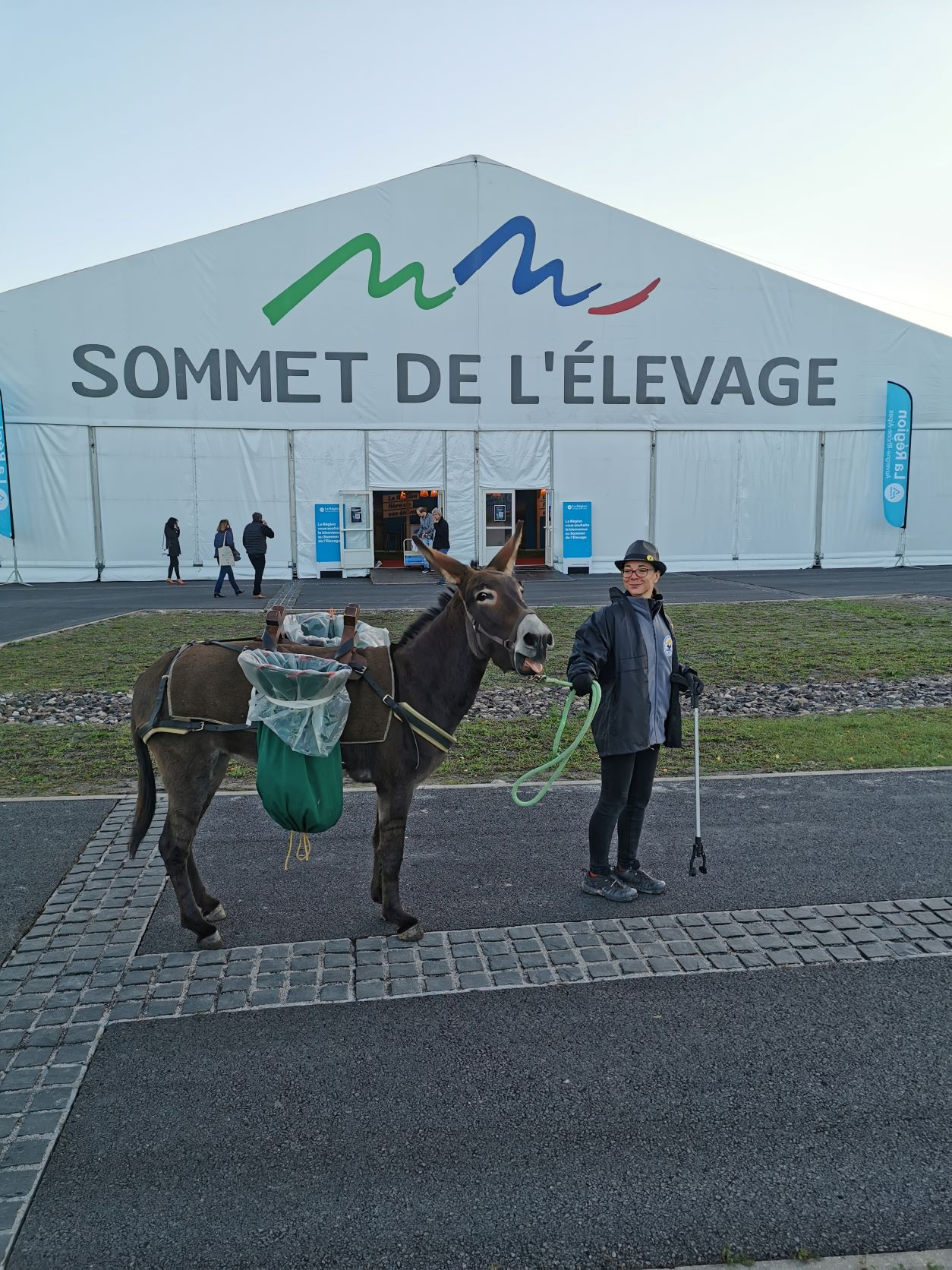
Âne bourbonnais, Sommet de l'Élevage, Cournon.

L'Association de l'âne bourbonnais a été créée le 27 février 1994 dans le but d'aboutir à un stud-book d'après les documents répertoriés sur le sujet et surtout de faire officialiser la race auprès des Haras nationaux. Ceci est chose faite depuis le 25 octobre 2002. L'association a pour objectifs de promouvoir l'âne bourbonnais, assurer le suivi génétique, proposer appui et services aux éleveurs et leur proposer un programme d’élevage.
En 2014, l'effectif national de la race s'élève à 200 individus. On dénombre 8 éleveurs d'ânes bourbonnais en activité en France en 2013. Cette même année, on recense seulement 9 naissances d'ânes bourbonnais. On compte également 7 baudets en activité et 20 ânesses saillies.
| Année                          | 2006 | 2007 | 2008 | 2009 | 2010 | 2011 | 2012 | 2013 |
| ------------------------------ | ---- | ---- | ---- | ---- | ---- | ---- | ---- | ---- |
| Nombre de naissances en France | 15   | 14   | 12   | 15   | 17   | 8    | 10   | 9    |

En 2023, il est considéré par l'Institut national de recherche pour l'agriculture, l'alimentation et l'environnement (INRAE) comme une race asine française menacée d'extinction.

## Foire aux ânes
Une foire aux ânes a lieu chaque année, le dernier dimanche d'août, en Bourbonnais, à Braize, près de la forêt de Tronçais.